# Stefan Beinlich
Stefan Kurt Martin Beinlich (Berlim Leste, 13 de janeiro de 1972) é um ex-futebolista alemão que jogava como meio-campista. Era famoso por seus fortes chutes de longe.

## Carreira

### Inicio
Entre 1978 e 1990, Beinlich jogou nas categorias de base do Dínamo de Berlim e do SG Bergmann-Borsig, onde iniciou a carreira profissional e jogou 32 partidas em um ano, tendo feito 14 gols. Em 1991 assinou pelo Aston Villa, levando junto com ele seu companheiro no Bergmann, Matthias Breitkreutz. A passagem de Beinlich no futebol inglês durou pouco: foram 16 partidas e um gol, na derrota por 5 a 1 para o Newcastle United.
Sua melhor fase na carreira foi no Hansa Rostock, onde teve 2 passagens - a mais destacada foi entre 1994 e 1997, atuando 101 vezes e fazendo 34 gols. Ele também vestiu as camisas de Bayer Leverkusen, Hertha Berlim e Hamburgo entre 1997 e 2006, quando regressou ao Hansa Rostock. Em março de 2008, na partida contra o Duisburg, sofreu uma lesão grave no joelho esquerdo. Após 37 partidas e um gol na sua volta aos Hanseaten, o meio-campista anunciou sua aposentadoria em maio, aos 36 anos.
Ele ainda chegou a voltar aos gramados em 2010, disputando 2 jogos pelo Warnemünde Fußball, clube da Verbandsliga (sexta divisão alemã), antes de encerrar novamente a carreira de jogador.

### Seleção Alemã
Pela Seleção Alemã, Beinlich estreou em setembro de 1998, num amistoso contra Malta, vencido por 2 a 1 pelos germânicos.
Ainda jogaria 2 vezes em 2000, porém não foi convocado para a Eurocopa.

## Títulos
Hansa Rostock
- 2. Bundesliga: 1 (1994–95)

Hertha Berlim
- Copa da Liga Alemã: 2 (2001 e 2002)

Hamburgo
- Copa da Liga Alemã: 1 (2003)
- Taça Intertoto da UEFA: 1 (2005)

## Links
- Stefan Beinlich em National-Football-Teams.com